# Heptacodium miconioides
Heptacodium miconioides es la única especie del género monotípico Heptacodium, perteneciente a la familia de las caprifoliáceas. Es nativo de China.  Esta especie fue descubierta en 1907 en Hubei provincia del centro de China por Wilson, mientras recogía plantas en nombre del Arnold Arboretum. Considerada rara en ese momento, la especie está hoy amenazada por la pérdida de hábitat, y sólo se conocen nueve poblaciones  que permanecen en la naturaleza, todas ellas en las provincias de Anhui y Zhejiang.  La especie se encuentra bajo protección nacional de segunda clase en China. Sin embargo, la planta es también ampliamente cultivada como ornamental en todo el mundo.

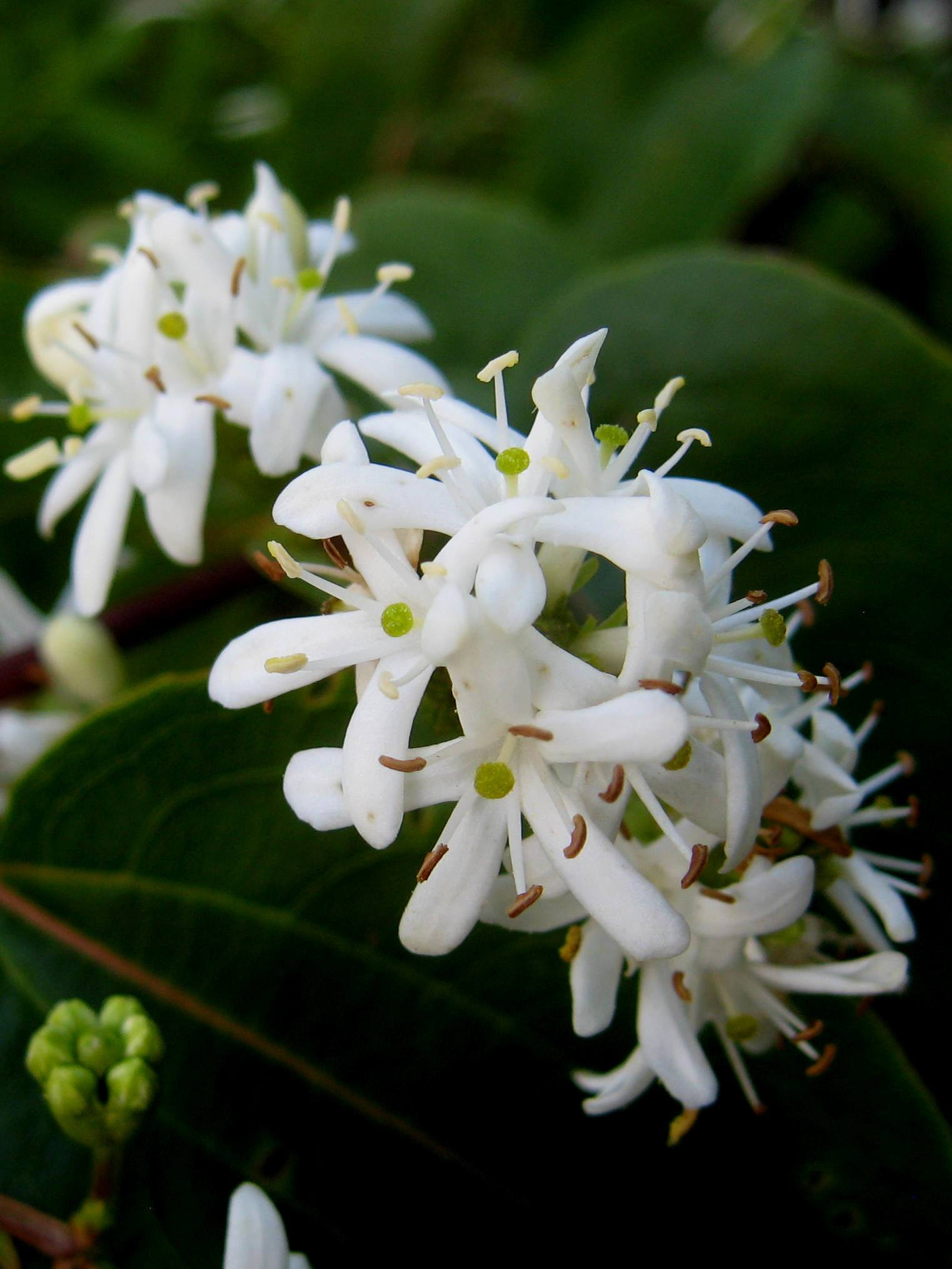
Inflorescencia

## Descripción
H. miconioides es un gran arbusto o árbol pequeño, por lo general alcanza un tamaño de entre 4 y 8 m de altura. La corteza del tronco es como de papel y delgada, de color claro, y  se exfolia en tiras o en hojas. Las ramas son verticales, extendidas, y cuadrangulares dan a la planta una forma redondeada, a menudo irregular. Las hojas de color verde oscuro, cordadas, son opuestas, de 8-10 cm de largo por 5-6 cm de ancho, con toda la venación profundamente impresionada paralela al margen. En septiembre, H. miconioides produce grandes producciones de pequeñas flores blancas fragantes y atractivas para las mariposas, las flores de cinco pétalos, <13 mm de diámetro. Cuando las corolas de color blanco han caído, los cálices se convierten en profundos lóbulos expandidos rojos que persisten en noviembre.

## Taxonomía
Heptacodium miconioides fue descrito por Alfred Rehder y publicado en Plantae Wilsonianae an enumeration of the woody plants collected in Western China for the Arnold Arboretum of Harvard University during the years 1907, 1908 and 1910 by E.H. Wilson edited by Charles Sprague Sargent... 2(3): 618–619. 1916.
Sinonimia
- Heptacodium jasminoides Airy Shaw[8]